# Anna Rotkiewicz
Anna Rotkiewicz (ur. 5 kwietnia 1964 w Warszawie) – polska szpadzistka, medalistka mistrzostw Europy, mistrzyni Polski.

## Życiorys
Karierę sportową rozpoczęła w Legii Warszawa w 1976, od 1977 do 1996 reprezentowała Warszawiankę. Jej największymi sukcesami na arenie międzynarodowej był brązowy medal mistrzostw Europy w turnieju drużynowym w 1991 (z Anitą Iwańską, Iwoną Oleszyńską i Agatą Stępień) oraz drużynowe wicemistrzostwo Letniej Uniwersjady w 1989 (z Beatą Achenbach, Ewą Kowalczyk, Iwoną Oleszyńską i Renatą Wójcicką).
W 1993 została indywidualnie wicemistrzynią, a w 1994 mistrzynią Polski w szpadzie. Drużynowo wywalczyła trzykrotnie mistrzostwo Polski (1990, 1995, 1996), raz wicemistrzostwo (1994), dwa razy brązowy medal mistrzostw Polski (1991, 1992).  
Ukończyła studia na Akademii Medycznej w Warszawie, następnie pracowała jako internista w Szpitalu Grochowskim, a od 2000 mieszka i pracuje w USA, m.in. jako lekarz medycyny funkcjonalnej i geriatra na University of Texas Medical Branch w Galveston.